# ヴィリュチンスク
ヴィリュチンスク（露: Вилючинск、英: Vilyuchinsk）は、ロシア極東部・カムチャツカ地方南部にある、太平洋に面した港湾都市。ロシア海軍太平洋艦隊の潜水艦基地があるため閉鎖都市とされている。人口は2万1834人（2023年）。

## 地理
カムチャツカ半島南部の太平洋側にあり、カムチャツカの中心都市ペトロパブロフスク・カムチャツキーからはアバチャ湾を挟んで南西へ直線距離で20kmほどの位置にある。もう一つの主要都市でエリゾヴォ空港のあるエリゾヴォはヴィリュチンスクから北へ27km。

## 歴史
1968年10月16日、ソ連海軍の潜水艦基地のあるルイバチー（Рыбачий）、太平洋艦隊の寄港地プリモルスキー（Приморский）、および潜水艦工場のあるセリデヴァヤ（Сельдевая）の三つの住宅地が合併し、ソヴェツキー（Советский）の町が誕生した。1970年、ソ連の他の閉鎖都市同様、ソヴェツキーは近隣の主要都市名を冠したコードネームを与えられ、以後公式には「ペトロパブロフスク・カムチャツキー50」（Петропавловск-Камчатский-50）とのみ呼称され、ソ連国内で一般に手に入る地図にはその存在は記載されていなかった。
1994年、コードネームに替えて、近くのヴィリュチンスキー火山にちなんだ新しい名前である「ヴィリュチンスク」が与えられている。1990年代にはロシア正教会の聖堂が二つ創建された。これは街ができて以来のことであった。

## 経済
ヴィリュチンスクの経済は、ロシア海軍艦艇の整備・解体のほかには漁業と水産品加工で成り立っている。郊外のルィバチは、ヴィリュチンスクが成立する元になった三つの地区のうちの一つで、ここには1938年以来太平洋艦隊の潜水艦隊が基地を置き、アクラ級、オスカーII級、デルタIII級などの原子力潜水艦が在籍している。市を構成する三つの地区にはそれぞれアパートが計画的に配されている。
2003年に財政難の影響からヴィリュチンスクの海軍基地を閉鎖する計画が発表されたが、にもかかわらずそれ以後も稼働しており、職員や水兵のクラブハウスの改装、ジムやプールを備えた体育館の新築、新しい学校や病院の開設などが続き、新しいドックを備えた岸壁もほぼ完成している。